# Steinbach-Madonna

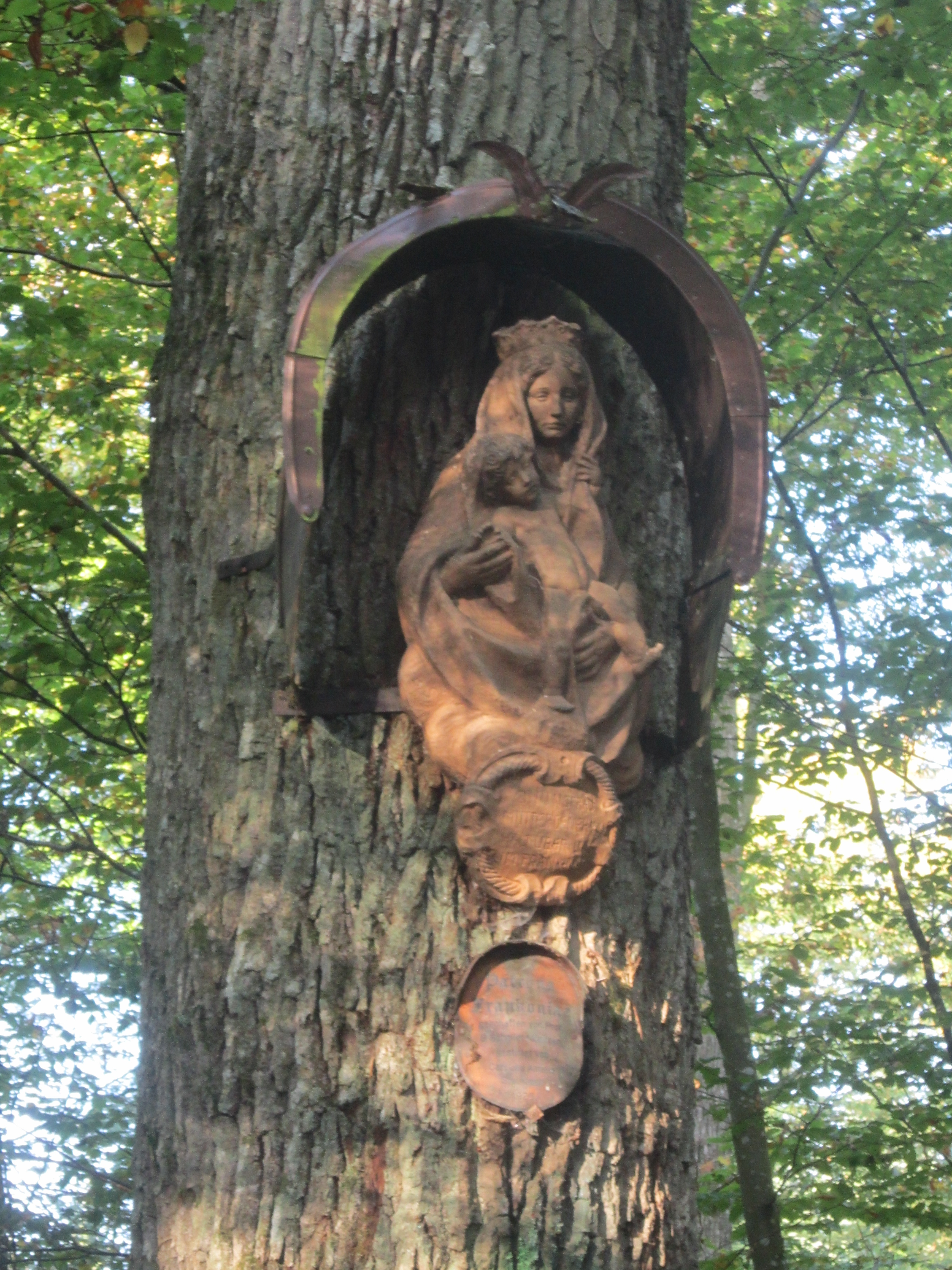
Die Steinbach-Madonna.

Die Steinbach-Madonna ist eine Muttergottes-Halbfigur im Stadtwald des unterfränkischen Kurort Bad Kissingen. Sie gehört zu den Bad Kissinger Baudenkmälern und ist unter der Nummer D-6-72-114-129 in der Bayerischen Denkmalliste registriert.

## Geographische Lage
Die Steinbach-Madonna befindet sich im zwischen Wildpark Klaushof und Luitpoldpark befindlichen Stadtwald von Bad Kissingen zwischen den Erhebungen Steinkuppel und Staffelsberg an der Auffahrt zum Ludwigsturm in einem Waldstück gegenüber der Ilgenhalle.

## Geschichte
Im Jahr 1926 schuf der aus Aschach (heute Ortsteil von Bad Bocklet) stammende Bildhauer Balthasar Schmitt die Steinbach-Madonna für den Hotelier Carl Steinbach, den Pächter des städtischen Jagdreviers, und dessen Ehefrau Amalie. Bei der Anfertigung orientierte sich Schmitt an der Hausmadonna, die er zuvor für sein Elternhaus in Aschach angefertigt hatte.
Die Steinbach-Madonna wurde an der nahe Ilgenwiese und Ilgenhalle befindlichen Bildeiche angebracht. Ursprünglich war die Skulptur an einem gegenüber der heutigen Bildeiche befindlichen Baum befestigt, der jedoch im Jahr 1955 gefällt werden musste. Die Steinbach-Madonna selbst wurde inzwischen durch eine Kopie ersetzt; das Original befindet sich im Forstamt.